# サトエ記念21世紀美術館
サトエ記念21世紀美術館（さとえきねんにじゅういっせいきびじゅつかん　SATOE MEMORIAL ART MUSEUM OF 21ST CENTURY）は、埼玉県加須市の博物館。2022年6月26日で閉館。管理・運営は、公益財団法人サトエ記念美術博物館 。

## 概要
「日本庭園と彫刻と絵画との美術館」をキャッチフレーズとする美術館。彫刻作品を中心にジャン＝ポール・ローランスやヴラマルク、田中保など国内外の近・現代美術品1000点余を所蔵している。
新型コロナウイルス感染拡大による利用客の減少などにより2022年6月26日で閉館することになった。
2023年より平成国際大学へ移管、「平成国際大学附属サトエ美術館」となる。

## 交通アクセス
- 東武伊勢崎線 花崎駅南口より徒歩約15分
- 東武伊勢崎線 花崎駅北口よりタクシー5分
- JR宇都宮線 久喜駅西口よりタクシー15分

## 主な収蔵作品
- 寺内萬治郎 - 「裸婦」
- 里見勝蔵 - 「芍薬」
- 浮田克躬 - 「集落と海の崖」
- アントワーヌ・ブールデル - 「サッフォー」
- ジャン・ポール・ローランス - 「オフィーリア」
- 田中保 - 「自室にいる裸婦」

## 近隣施設
- 平成国際大学